# 赤足

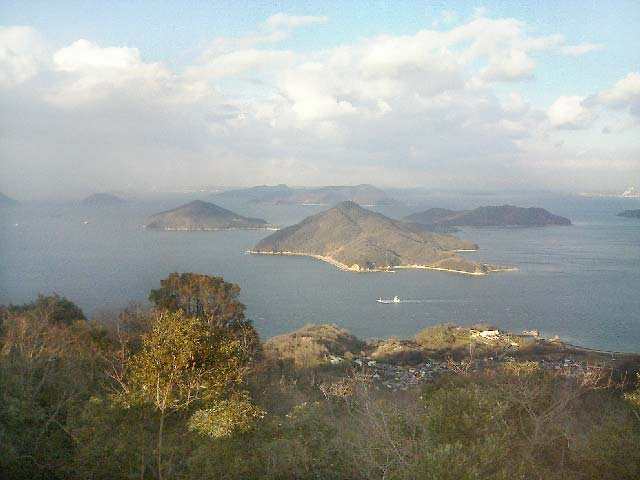
赤足の伝わる塩飽諸島

赤足（あかあし）は、日本の妖怪の一つ。

## 概要
道を行く人の足にまとわりついて歩きにくくさせる妖怪といわれ、香川県塩飽諸島では、山道の辻などで赤い足を突き出して現れるという。
福岡県では、山中で姿を見せずに綿のようなものを人の足にからみつけるという。
陸奥国八戸町（現・青森県八戸市）には、サイカチの木から子供のような赤い手が現れる「赤手児」という妖怪の伝承があるが、博物学者・佐藤清明の著書『現行全国妖怪辞典』では、赤足はこの赤手児と対になる妖怪とされており、赤手児と同種の妖怪との説もある。